# قلعه فونای

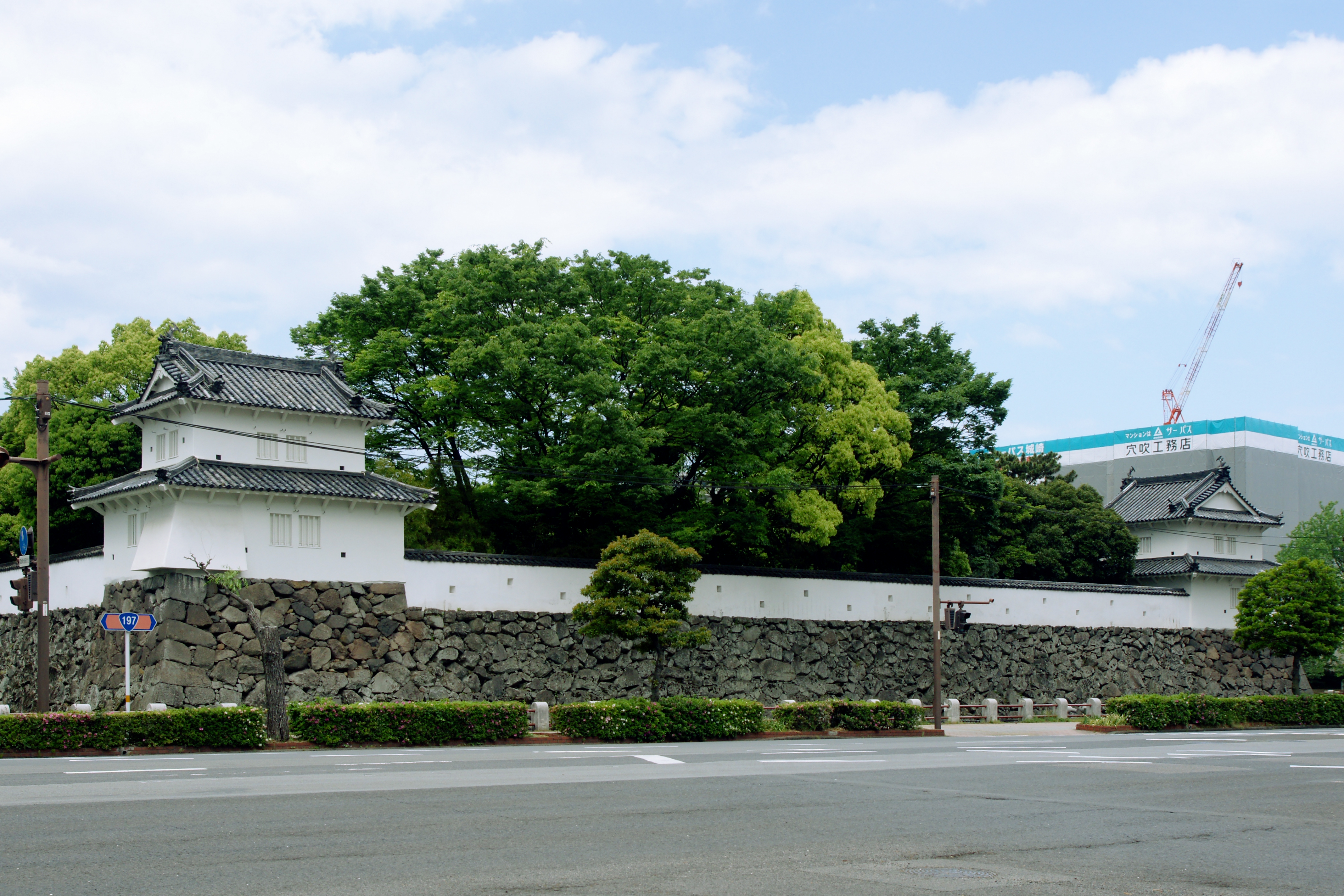

قلعه فونای (به ژاپنی: 府内城, Funai-jō) یک قلعه ساخته شده در قرن شانزدهم است که در اوئیتا در استان اوئیتا در ژاپن قرار دارد. این قلعه توسط اوتومو سورین که مالک بسیاری از کیوشو و اطراف آن بود، در سال ۱۵۶۲ ساخته شده‌است.